# Lysiteles bhutanus
Lysiteles bhutanus är en spindelart som beskrevs av Ono 200. Lysiteles bhutanus ingår i släktet Lysiteles och familjen krabbspindlar. Inga underarter finns listade i Catalogue of Life.